# كأس أمم أوقيانوسيا 2016
بطولة كأس أوقيانوسيا للأمم 2016 هي النسخة العاشرة من كأس أوقيانوسيا للأمم والتي ينظمها اتحاد أوقيانوسيا لكرة القدم. وسوف البطولة تعتبر الدور الثاني من تصفيات أوقيانوسيا لكأس العالم لكرة القدم 2018. المنتخبات الأربعة التي تبلغ نصف النهائي ستتأهل إلى الدور الثالث من التصفيات، حيث سيتنفاسون لحصد بطاقة أوقيانوسيا في الملحق القاري في عام 2017.
وقد استطاع منتخب نيوزيلندا لكرة القدم الفوز باللقب للمرة السادسة في تاريخة بعدما تغلب على منتخب بابوا غينيا الجديدة لكرة القدم بركلات الجراء. بعدما انتهى الأشواط الأصلية والإضافية بالتعادل السلبي.

## وصلات خارجية
- النتائج والمباريات (إصدار موقع الفيفا)